# Gli ultimi giorni di Pompei (film 1908)
Gli ultimi giorni di Pompei è un film muto italiano del 1908, diretto da Arturo Ambrosio e Luigi Maggi, ma girato da Roberto Omegna. Prima trasposizione cinematografica del romanzo Gli ultimi giorni di Pompei (1834) di Edward Bulwer-Lytton, fu il primo film storico-epico del cinema italiano.

## Trama
Il film, ambientato nel 79 d.C., ripercorre una serie di vicende amorose e drammatiche vissute dai protagonisti, la cieca Nidia, il perfido Arbace, il giovane Glauco e la greca Ione, sotto lo sfondo di una Pompei fiorente ma messa gravemente in pericolo dall'eruzione del Vesuvio.

## Produzione
Fu prodotto dalla Società Anonima Ambrosio, la casa di produzione e distribuzione torinese fondata nel 1906.

## Distribuzione
Il film fu distribuito dalla Società Anonima Ambrosio. Uscì nelle sale italiane nel dicembre 1908.

### Data di uscita
IMDb
- Francia	dicembre 1908
- Italia	dicembre 1908
- Germania	gennaio 1909
- Austria	febbraio 1909
- UK	febbraio 1909
- USA	aprile 1909

Alias
- De laatste dagen van Pompeï	Paesi Bassi (titolo informale letterale)
- Die letzten Tage von Pompeji	Germania
- La destruccion de Pompeya	   Spagna
- Les Derniers jours de Pompéi	Francia
- Pompeis sidste page	Danimarca
- The Last Days of Pompeii	USA